# トゥルーデおばさん グリムのような物語
『トゥルーデおばさん グリムのような物語』（トゥルーデおばさん グリムよのうなものがたり）は、『ネムキ』に連載された諸星大二郎の『グリムのような物語』を一冊にまとめ、2006年2月28日に朝日ソノラマが刊行したものである。
諸星は当初、「中国ものの活劇や『稗田礼二郎シリーズ』、『栞と紙魚子』など今までのものとは別のものを書こう」と、『グリム童話』に取材し、「自由なイマジネーション」で『Gの日記』を制作したが、後に原話を残しつつ、アイデアとストーリー中心に書くものになった。そのため、『ブレーメンの音楽隊』をモチーフにした話は原話に登場する山賊に焦点が当てられ、『トゥルーデおばさん』をもとにした話は、原話に「こういう人がいた」とセリフでのみ登場する人物の描写が掘り下げられるなどの構成となっている。ただし、『いばら姫』は原話を大きく離れ、現代を舞台に青年が『いばら姫』の話をヒントに「いばらのようなものの中で眠る女性」を起こそうとする話になっている。
その第2話目のモデルとなった『トゥルーデおばさん』は、諸星が『グリム童話』に興味を抱くきっかけになったものだとしている。
また、ほぼ同時期（2003年から2006年にかけて）に『ミステリーズ!』において、『グリムのような物語』というタイトルのシリーズを発表している。こちらの単行本は『スノウホワイト　グリムのような物語』として東京創元社から刊行されている。ただ、こちらには『ペロー童話』の方の『長靴をはいた猫』を使った話『カラバ侯爵』が入っている。
また「塔に閉じ込められた少女と髪の魔力」というテーマがある『ラプンツェル』を用いたものが両単行本に入っている。これについて、諸星はネムキ掲載版を「少女の心の物語」ミステリーズ!掲載版を「少々ベタなSF」の設定であると解説している。
諸星はこの諸作品刊行後、ネムキでまた、『グリム童話』の『悪魔の煤けた相棒』、『シンデレラ』を題材とした『悪魔の煤けた相棒』『シンデレラの沓』をかいているが、これらは他に前後して発表した中国や日本の伝承に材をとったものと合わせ、『グリムのような物語』とは別の短編集『瓜子姫の夜・シンデレラの朝』にまとめられた。

## 書籍
- 諸星大二郎『トゥルーデおばさん‐グリムのような物語』朝日新聞出版、2007年10月。ISBN 978-4022130631。
- 諸星大二郎『トゥルーデおばさん‐グリムのような物語』朝日新聞出版、2009年6月。ISBN 978-4022671912。文庫版。
- 諸星大二郎『スノウホワイト-グリムのような物語』東京創元社、2006年11月。ISBN 978-4488023911。

　　『悪魔の煤けた相棒』『シンデレラの沓』が入っているもの。
- 諸星大二郎『瓜子姫の夜・シンデレラの朝』朝日新聞出版、2013年12月。ISBN 978-4022141330。
- 諸星大二郎『瓜子姫の夜・シンデレラの朝』朝日新聞出版、2016年1月。ISBN 978-4022690647。文庫版。

## 初出
- Gの日記（2002年4月号増刊）
- トゥルーデおばさん（2004年5・7月号）
- 夏の庭と冬の庭（2004年9月号）
- 赤ずきん（2004年11月号）
- 鉄のハインリヒ　または蛙の王様（2005年7月号）
- いばら姫（2005年9月号）
- ブレーメンの楽隊（2005年11月号）
- ラプンツェル（2005年1・3・5月号）